# 빅파인키

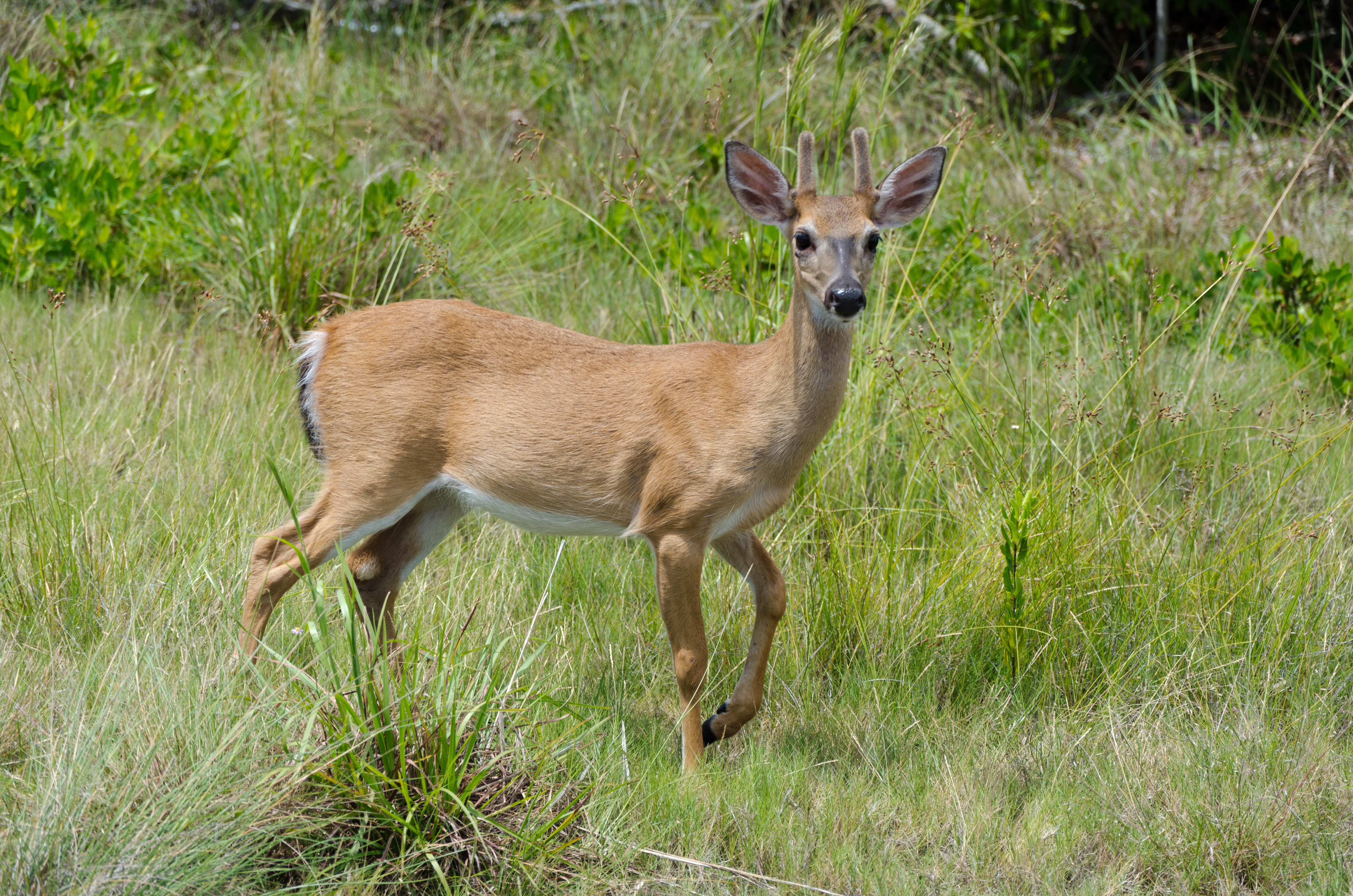

빅파인키(Big Pine Key)는 미국 플로리다주 먼로군의 도시이다.